# Álvaro Ortiz Vera
Álvaro Ortiz Vera (Concepción, 24 de octubre de 1977) es un periodista y político chileno, miembro del Partido Demócrata Cristiano (PDC). Fue alcalde de la ciudad de Concepción entre los años 2012 y 2024. Anteriormente fue concejal de la misma comuna entre los años 2004 y 2012. Es hijo del exdiputado por la zona José Miguel Ortiz.

## Biografía

### Estudios
Los estudios primarios los realizó en la Escuela República Argentina, mientras que los secundarios en el Colegio Sagrados Corazones de Concepción. Posteriormente, entró a la Universidad de Concepción donde se tituló de periodista y, posteriormente, realizó un Magíster en Política y Gobierno en la misma casa universitaria.[cita requerida] Durante la década de 1990, se desempeñó como asesor comunicacional y encargado de proyectos, en la Corporación de promoción y desarrollo de la casa de mujer en Lota.

### Carrera política
En las elecciones municipales de 2004, fue elegido concejal por la comuna de Concepción con más de 15 000 sufragios (válidamente emitidos) correspondientes a un 15,72%, convirtiéndose en la segunda mayoría de la comuna y reelecto en las elecciones municipales de 2008, esta vez con más de 12 000 sufragios, correspondientes a un 13,37%.
Durante el año 2006 —siendo concejal— fue nombrado por la presidenta de la República, Michelle Bachelet, como director regional del Instituto Nacional de la Juventud (INJUV) en Biobío, cargo que desempeñó hasta el año 2010.
En las elecciones municipales de 2012, se presentó como candidato a alcalde para la comuna de Concepción, resultando electo con más del 55% de los votos y derrotando al candidato derechista Emilio Armstrong de la UDI. Su triunfo fue catalogado de emblemático para la centro-izquierda, ya que recuperaba el municipio penquista para la Concertación de Partidos por la Democracia y ponía fin a la denominada «era Van Rysselberghe» de la UDI, que gobernaba el municipio desde el año 2000.
Dentro de su administración como alcalde de Concepción en su primer periodo se caracterizó, entre otras cosas, por ordenar el centro de la ciudad, e iniciar una inédita batalla contra el comercio ambulante. Además, en este periodo se concretó la remodelación del Estadio municipal Alcaldesa Ester Roa Rebolledo, y la primera etapa de la remodelación de la Diagonal Pedro Aguirre Cerda, entre otros logros.
En las elecciones municipales del 2016 fue a su primera reelección como alcalde, saliendo electo por el 46% de los votos, contra Cristian Van Rysselberghe, hermano de la exalcaldesa y en ese entonces senadora Jacqueline Van Rysselberghe. En este periodo se remodelaron los parques Laguna Redonda y Laguna Lo Galindo, así como se concretó los nuevos inmuebles para los CESFAM Lorenzo Arenas, Pedro de Valdivia y Santa Sabina. También se termina la remodelación de la Diagonal Pedro Aguirre Cerda, y se gestionan con el gobierno los proyectos de corredores de Transporte Público en Av. 21 de Mayo y en el par vial Collao Novoa, el primero inaugurado en 2017.
En este periodo le correspondió el Estallido Social ocurrido a lo largo de Chile, donde criticó duramente la inacción de las autoridades del gobierno del presidente Sebastián Piñera, en particular al intendente de ese entonces Sergio Giacaman. Luego le correspondió enfrentar como alcalde de la ciudad la pandemia del Covid-19.
En las elecciones municipales de 2021 fue nuevamente reelecto alcalde de la ciudad con el 37,4% de los votos, enfrentando al independiente de izquierda Camilo Riffo, y a la representante de la coalición de derecha Chile Vamos, Marlene Pérez. En este periodo se concretó el Centro Integral del Adulto Mayor (CIAM) Lorenzo Arenas —que se suma a los CIAM de Pedro del Rio, y de Pedro de Valdivia, este último inaugurado el 2019—, y la remodelación de la Plaza Independencia.
Con la ley que limita las reelecciones, este fue el último periodo de Ortiz, quien presentó su renuncia el 15 de noviembre de 2024, con miras a competir como diputado el 2025. Fue sucedido desde el 6 de diciembre de 2024 como alcalde por el candidato del Partido Social Cristiano en las elecciones municipales del 2024 Héctor Muñoz Uribe, quien fue concejal en los dos primeros periodos de Ortiz como alcalde, y luego SEREMI de Salud.

## Historial electoral

### Elecciones municipales de 2004
- Elecciones municipales de 2004 para concejales de la comuna de Concepción[21]

(Se consideran sólo los candidatos con más del 1,3% de los votos)
| Candidato                          | Pacto                          | Partido | Votos  | %     | Resultado |
| ---------------------------------- | ------------------------------ | ------- | ------ | ----- | --------- |
| Enrique van Rysselberghe Herrera   | Alianza                        | UDI     | 28 150 | 29,71 | Concejal  |
| Alvaro Ortiz Vera                  | Concertación por la Democracia | PDC     | 14 891 | 15,72 | Concejal  |
| Juan Ignacio Ugarte Jordana        | Concertación por la Democracia | PDC     | 12 787 | 13,50 | Concejal  |
| Christian Paulsen Espejo-Pando     | Alianza                        | RN      | 7599   | 8,02  | Concejal  |
| Andrea Aste Von Bennewitz          | Concertación por la Democracia | PPD     | 5865   | 6,19  | Concejala |
| Juan Inostroza Leiva               | Concertación por la Democracia | PS      | 4793   | 5,06  |           |
| Gorky Díaz Medina                  | Juntos Podemos                 | PC      | 3925   | 4,14  |           |
| Luis Ulises Sepúlveda Rubilar      | Concertación por la Democracia | PRSD    | 2379   | 2,51  |           |
| Claudio Sánchez Perret             | Concertación por la Democracia | PS      | 2261   | 2,39  |           |
| Pamela Santos Vergara              | Concertación por la Democracia | PDC     | 1987   | 2,10  | Concejala |
| Patricio Lynch Gaete               | Alianza                        | UDI     | 1852   | 1,95  | Concejal  |
| Fernando González Sánchez          | Alianza                        | UDI     | 1309   | 1,38  | Concejal  |
| Loredana Martín Mardones           | Juntos Podemos                 | PH      | 1305   | 1,38  |           |
| María Cristina Martínez Valenzuela | Concertación por la Democracia | PPD     | 1236   | 1,30  |           |

### Elecciones municipales de 2008
- Elecciones municipales de 2008 para concejales de la comuna de Concepción[22]

(Se consideran sólo los candidatos con más del 0,6% de los votos)
| Candidato                           | Pacto                    | Partido | Votos  | %     | Resultado |
| ----------------------------------- | ------------------------ | ------- | ------ | ----- | --------- |
| Enrique van Rysselberghe Herrera    | Alianza                  | UDI     | 29 520 | 31,85 | Concejal  |
| Alvaro Ortiz Vera                   | Concertación Democrática | PDC     | 12 389 | 13,37 | Concejal  |
| Rodrigo Díaz Worner                 | Concertación Democrática | PDC     | 8452   | 9,12  | Concejal  |
| Christian Paulsen Espejo-Pando      | Alianza                  | RN      | 5253   | 5,67  |           |
| Andrea Aste Von Bennewitz           | Concertación Progresista | PPD     | 4415   | 4,76  |           |
| Escequiel Domingo Riquelme Figueroa | Por un Chile limpio      | ILA     | 3324   | 3,59  | Concejal  |
| Juan Inostroza Leiva                | Concertación Democrática | PS      | 3151   | 3,40  |           |
| Héctor Muñoz Uribe                  | Por un Chile limpio      | PRI     | 2811   | 3,03  |           |
| Fernando González Sánchez           | Alianza                  | UDI     | 2106   | 2,27  | Concejal  |
| Alex Iturra Jara                    | Juntos Podemos Más       | PC      | 1902   | 2,05  |           |
| Edelmira Carrillo Paz               | Concertación Democrática | PS      | 1468   | 1,58  |           |
| Alejandra Smith Becerra             | Concertación Democrática | PDC     | 1423   | 1,54  | Concejala |
| Patricio Lynch Gaete                | Alianza                  | UDI     | 1388   | 1,50  | Concejal  |
| Pamela Alejandra Santos Vergara     | Por un Chile limpio      | PRI     | 1333   | 1,44  |           |
| Jorge Condeza Neuber                | Alianza                  | ILE     | 1325   | 1,43  |           |
| Eduardo José De La Barra Vega       | Concertación Progresista | PRSD    | 1160   | 1,25  |           |
| Rodrigo Alarcón Quezada             | Juntos Podemos Más       | PC      | 1102   | 1,19  |           |
| Juan Guillermo Cruz Rivera          | Concertación Progresista | PPD     | 1028   | 1,11  |           |
| Raúl Ruiz Vallejos                  | Juntos Podemos Más       | ILD     | 890    | 0,96  |           |
| Guillermo Fernández Stevenson       | Alianza                  | RN      | 873    | 0,94  |           |
| José Miguel Zapata Vergara          | Concertación Democrática | PS      | 795    | 0,86  |           |
| Jorge Aguayo Cerro                  | Juntos Podemos Más       | ILD     | 786    | 0,85  |           |
| Antenor Uribe Vergara               | Concertación Democrática | PS      | 724    | 0,78  |           |
| Patricio Kuhn Artigues              | Alianza                  | UDI     | 631    | 0,68  | Concejal  |

### Elecciones municipales de 2012
- Elecciones municipales de 2012 para la alcaldía de la comuna de Concepción[23]

| Candidato                           | Pacto                          | Partido | Votos  | %     | Resultado |
| ----------------------------------- | ------------------------------ | ------- | ------ | ----- | --------- |
| Álvaro Ortiz Vera                   | Concertación Democrática       | PDC     | 39 363 | 55,15 | Alcalde   |
| Emilio Armstrong Soto               | Coalición                      | UDI     | 26 580 | 37,26 |           |
| Francisco Javier Cordova Echeverría | Más Humanos                    | PH      | 3483   | 4,88  |           |
| Raúl Romero Espinoza                | Regionalistas e Independientes | ILB     | 1936   | 2,17  |           |

### Elecciones municipales de 2016
- Elecciones municipales de 2016 para la alcaldía de la comuna de Concepción

| Candidato                          | Pacto                   | Partido                 | Votos  | %     | Resultado         |
| ---------------------------------- | ----------------------- | ----------------------- | ------ | ----- | ----------------- |
| Álvaro Ortiz Vera                  | Nueva Mayoría           | PDC                     | 25.221 | 46.7  | Alcalde           |
| Christian van Rysselberghe Herrera | Chile Vamos             | UDI                     | 18.196 | 33.7  |                   |
| Juan Polizzi Contreras             | Independiente           | IND                     | 5.130  | 9.5   |                   |
| Alejandra Smith Becerra            | Independiente           | IND                     | 4.624  | 8.6   |                   |
| Yolanda González Rebolledo         | Chile Quiere Amplitud   | AMP                     | 804    | 1.5   |                   |
| Participación electoral            | Participación electoral | Participación electoral | 56.536 | 100.0 | Abstención: 71.6% |
| Fuente: Emol                       |                         |                         |        |       |                   |

### Elecciones municipales de 2021
- Elecciones municipales de 2021 para la alcaldía de la comuna de Concepción

| Candidato/a            | Pacto                        | Partido | Votos  | %     | Resultado |
| ---------------------- | ---------------------------- | ------- | ------ | ----- | --------- |
| Álvaro Ortiz Vera      | Unidos por la Dignidad       | PDC     | 29.907 | 37,74 | Alcalde   |
| Camilo Riffo Quintana  | Independiente                | Ind.    | 19.235 | 24,27 |           |
| Marlene Pérez Cartes   | Chile Vamos                  | Ind.    | 17.746 | 22,39 |           |
| Camila Polizzi Fonceca | Frente Amplio                | Ind.    | 6.559  | 8,28  |           |
| Eric Pinto Viguera     | Ecologistas e Independientes | Ind.    | 5.806  | 7,33  |           |